# Sten Lindh
Sten Lindh, född 24 oktober 1922 i Kalmar, död 5 november 2011 i Montreux i Schweiz, var en svensk diplomat och industriman.

## Biografi
Sten Lindh var son till direktören Ernst Lindh och Elisabeth, ogift Larsson. Efter akademiska studier i Stockholm blev han juris kandidat där 1945 och civilekonom 1946. Han var attaché vid Utrikesdepartementet (UD) 1945, tjänstgjorde i Washington, Paris och London, varefter han blev handelsråd 1959, byråchef vid UD 1959, efter studier vid Försvarshögskolan (FHS) tog han examen där 1963, fick ministers ställning samma år, blev ambassadör vid EEC och Euratom i Bryssel samt vid Kol- och stålunionen i Luxemburg ävensom ständigt ombud vid Europarådet i Strasbourg 1964, i disponibilitet 1968.
Lindh blev VD för Industri AB Euroc (tidigare Skånska Cement AB) 1968, styrelseordförande 1982, styrelseledamot från 1984, styrelseledamot i Skanska AB (tidigare Skånska cementgjuteriet) från 1969, (internationell representant i London 1984–1987), styrelseledamot i AB Protorp från 1974. Han var sekreterare i Sveriges delegation till OEEC 1948–1950, i 1950 års besparingsutredning och i 1950 års ekonomiska långtidsutredning. Han var ombud vid handelsförhandlingar med Storbritannien 1954–1958, sakkunnig vid förhandlingar europeiska frihandelsområdet Paris 1956–1958, ombud vid förhandlingar om upprättande av EFTA 1959, var organisatör och chef för EFTA:s sekretariat i Genève 1960 och UD:s förhandlingsgrupp 1963.
Han var styrelseledamot i Lamco 1968–1982, Skandinaviska Enskilda Banken 1969–1984 (vice ordförande 1983–1984), Gränges AB 1970–1981, Handelshögskoleföreningen i Stockholm 1971–1983, AB Cardo 1972–1986, Svenska Dagbladets stiftelse 1973–1984, Sveriges industriförbund 1975–1984, ordförande för European Cement Association 1976–1979, styrelseledamot för IMI Genève 1981–1987 och ordförande i Båstads golfklubb 1976–1984. 
Han var från 1945 gift med juristen Maikki Velander (1921–2012), dotter till professor Edy Velander och hans första hustru Maj, ogift Halle, samt syster till Meta Velander.

## Utmärkelser och ledamotskap
- Kommendör av Vasaorden, 6 juni 1974.[3]
- Ledamot av Kungliga Humanistiska Vetenskapssamfundet i Lund (LLHS, 1973)[4]
- Ledamot av Vetenskapssocieteten i Lund (LVSL)[5]